# Borderlands: The Pre-Sequel!
Borderlands: The Pre-Sequel — компьютерная игра в жанре фантастического шутера от первого лица с элементами RPG, разработанная командой 2K Australia под надзором студии Gearbox для платформ Microsoft Windows, PlayStation 3, Xbox 360.
Первые подробности об игре начали появляться в сети 7 апреля, а официальный анонс произошёл 9 апреля 2014 года. Выход игры на ПК, PS3 и Xbox 360 состоялся 17 октября 2014 года. Релиз для Nintendo Switch состоялся 29 мая 2020 года в составе Borderlands Legendary Collection.

## Игровой процесс
Движок в Borderlands: The Pre-Sequel остался таким же, как и в Borderlands 2 — немного переработанный Unreal Engine 3. В игре реализованы множества совершенно новых механик и особенностей. Так как действие игры происходит на спутнике Пандоры, имеющем достаточно слабую гравитацию для поддержания достаточного для дыхания уровня кислорода, задача пополнения кислорода станет новой проблемой игроков. При перемещении между локациями где не будет кислорода, его можно пополнять несколькими способами. На локациях располагаются маленькие скважины источающие кислород и мини-станции с собственными антигравитационными полями и генераторами кислорода, а также они открывают ближайшую карту местности на радаре. Поверженные противники теперь оставляют после себя ёмкости с кислородом. Уровень кислорода напрямую связан с персональным Дыхпайком (англ. O2 Kit) у каждого из персонажей, что позволит в условиях сниженной гравитации использовать его в качестве альтернативного способа передвижения и ведения боя, а также появятся разнообразные модификаторы для них, которые заменяют ячейку реликвии. Например, можно совершать затяжные прыжки, расходуя при этом запас кислорода, что позволит быстрее передвигаться по локациям, или же высоко подпрыгнуть вверх, а затем резко опуститься вниз на врага, оглушая его и причиняя ему повреждения — персонажи называют это Слэмом (англ. Slam).
Среди главных изменений игрового процесса, появление нового типа оружия и вида стихийного повреждения. В игре появился полноценный класс Лазерного оружия (англ. Laser Weapon), а не его остатки в виде E-Tech модификаций оружия в Borderlands 2. Так же появился новый производитель оружия — SCAV, который является прототипом фирмы Бандит. В свою очередь, класс лазерного оружия поделен на лучевое (Beam laser) и импульсное(?) (Bolt laser), которое выпускается разными производителями. Новым видом стихийного повреждения стал Крио, вид элементального повреждения обладающего замораживающим воздействием, способный не только замедлить, но и даже полностью заморозить противника.
Разработчики заверяют в том, что игроки могут посетить «Лунную базу снабжения» корпорации «Гиперион» которая висит над головой у игроков на протяжении всей Borderlands 2. Игровой мир Borderlands: The Pre-Sequel меньше второй части, но больше первой.
В игре появилось два новых вида техники — одноместный парящий мотоцикл Скат (англ. Stingray) и двухместный Лунный Вездеход (англ. Moon Buggy).
Появилась и новая валюта, пришедшая на смену Эридия, небольшие кристаллы синих и голубых оттенков — Лунный Камень (англ. Moonstone). Она так же используется для улучшения снаряжения и покупок на Чёрном рынке, как было в Borderlands 2, и для открытия уникальных сундуков.

## Сюжет
Действие игры происходит между событиями Borderlands и Borderlands 2. Сюжет Borderlands: The Pre-Sequel разворачивается на луне Пандоры — Элписе (англ. Elpis) — и рассказывает нам историю становления корпорации «Гиперион» и его главы — Красавчика Джека, который тогда был ещё простым программистом по имени Джон, мечтавшим разыскать некий ценный артефакт.

### Персонажи
В роли главных героев выступают 4 новых персонажа, известных нам по предыдущим частям Borderlands. Среди них:
- Афина (англ. Athena The Gladiator), знакомая нам по дополнению The Secret Armory of General Knoxx к Borderlands. Активный навык называется Кинетический Аспис. Она специализируется на ближнем бою и использовании особого кинетического щита. При активации активного навыка щит Афины поглощает весь входящий фронтальный урон, а по истечении времени действия навыка Афина бросает щит во врагов, высвобождая весь поглощенный урон.
- Вильгельм (англ. Wilhelm the Enforcer), один из сюжетных боссов в Borderlands 2, но пока не превращённый в киборга. Активный навык называется Волк и Святоша. Он проявляет себя во владении тяжелым огнестрельным оружием находящимся у него за спиной и использовании беспилотных дронов-помощников, которые будут защищать его (Святоша) и помогать убивать противников (Волк);
- Ниша (англ. Nisha The Lawbringer), которая в Borderlands 2 была известна как Шериф Линчвуда и девушка Красавчика Джека. Активный навык называется Дуэль. Этот навык позволяет в течение короткого времени вести огонь в режиме автонаведения со всеми повышенными параметрами стрельбы.
- Железяка (англ. Claptrap the Fragtrap) — новый вид боевого Гиперионского робота из линейки железяк. Активный навык называется VaultHunter.exe. При его активации робот сначала анализирует окружающую обстановку, а после, в зависимости от ситуации, запускает тот или иной активный навык, которых у Железяки достаточно много.

Аддоны добавляют ещё двух игровых персонажей:
- Двойник Джека (Тимоти Лоуренс) (англ. Handsome Jack's Doppelganger) — персонаж, добавляемый дополнением Handsome Jack Doppelganger Pack. Представлен некогда неуверенным в себе студентом, ставшим работать на Красавчика Джека в качестве его двойника. Активный навык называется Расходуемые материалы. Этот навык создает цифровых двойников, которые постепенно теряют здоровье, но перерождающихся до тех пор, пока не завершится навык.
- Аурелия (англ. Aurelia the Baroness) — персонаж, добавляемый Lady Hammerlock Pack. Сестра Сэра Хаммерлока и очень неприятная особа. Активный навык называется Словно лед. При его активации выпускается ледяной осколок, самостоятельно атакующий врагов.

#### Claptastic Voyage
Сюжетное дополнение Claptastic Voyage начинается вскоре после того, как Красавчик Джек встал во главе «Гипериона», поскольку он обнаруживает секретную программу под названием «Источник-Эйч», содержащую все секреты «Гипериона». Однако он был спрятан внутри «Железяки» Тэсситером. Джек снова использует своих Искателей Хранилища, чтобы их отсканировать в цифровом виде и отправить в разум Железяки, чтобы найти «Источник-Эйч». В процессе, Искатели Хранилища обманом выпускают 5H4D0W-TP, подпрограмму, представляющую внутреннюю злобную сторону Железяки, который пытается использовать «Источник-Эйч» для своей выгоды. По мере того, как группа преследует 5H4D0W-TP, они глубже погружаются в сознание Железяки, узнавая о его происхождении и причинах его причудливого поведения. В конце концов, группа побеждает 5H4D0W-TP и забирает «Источник-Эйч» для Джека. Джек раскрывает свой план использовать «Источник-Эйч», чтобы уничтожить все существующие CL4P-TP, включая самого Железяку. Все CL4P-TP отключены и сброшены в Пустоши ледяных ветров на Пандоре; однако 5H4D0W-TP, который все еще жив в Железяке, жертвует собой, чтобы оживить Железяку, позволяя сэру Хаммерлоку найти и спасти его.

## Приём

### Отзывы критиков
| Сводный рейтинг       | Сводный рейтинг                           |
| Агрегатор             | Оценка                                    |
| --------------------- | ----------------------------------------- |
| GameRankings          | (PS3) 77,86 % (PC) 75,32 % (X360) 73,69 % |
| Metacritic            | (PS3) 77/100 (PC) 76/100 (X360) 76/100    |
| Иноязычные издания    |                                           |
| Издание               | Оценка                                    |
| Destructoid           | 6/10                                      |
| Eurogamer             | 7/10                                      |
| Game Informer         | 7,5/10                                    |
| GameSpot              | 7/10                                      |
| GamesRadar+           | [ 20 ]                                    |
| Hardcore Gamer        | 2,5/5                                     |
| IGN                   | 8/10                                      |
| Joystiq               | [ 23 ]                                    |
| OXM                   | 8/10                                      |
| PC Gamer (US)         | 77/100                                    |
| Polygon               | 7/10                                      |
| The Escapist          | [ 27 ]                                    |
| Русскоязычные издания |                                           |
| Издание               | Оценка                                    |
| PlayGround.ru         | 7/10                                      |

Игра получила преимущественно положительные отзывы.

### Продажи
Летом 2018 года, благодаря уязвимости в защите Steam Web API, стало известно, что точное количество пользователей сервиса Steam, которые играли в игру хотя бы один раз, составляет 2 176 285 человек.